# Las madres de la Plaza de Mayo
Pour plus de détails, voir Fiche technique et Distribution.
Las madres de la Plaza de Mayo est un film argentin réalisé par Susana Blaustein Muñoz et Lourdes Portillo, sorti en 1985.

## Synopsis
Ce film documentaire raconte l'histoire des Mères de la place de Mai.

## Fiche technique
- Titre : Las madres de la Plaza de Mayo
- Réalisation : Susana Blaustein Muñoz et Lourdes Portillo
- Scénario : Susana Blaustein Muñoz et Lourdes Portillo
- Narration : Carmen Zapata
- Musique : Mark Adler
- Photographie :
- Montage : Yasha Aginsky et Irving Saraf
- Production : Susana Blaustein Muñoz et Lourdes Portillo
- Société de production : Film Arts Foundation
- Pays de production :  Argentine
- Genre : Documentaire
- Durée : 64 minutes
- Date de sortie : 
  - Argentine : septembre 1985

## Distinctions
Le film a été nommé à l'Oscar du meilleur film documentaire.